# Tick, Tick... Boom!
Tick, Tick... Boom! (estilizado como tick, tick... BOOM!) é um filme americano de drama musical dirigido por Lin-Manuel Miranda em sua estreia na direção de longas-metragens, baseado no musical semi-autobiográfico de mesmo nome de Jonathan Larson, autor, entre outras obras, de Rent. É estrelado por Andrew Garfield, Alexandra Shipp, Robin de Jesús, Vanessa Hudgens, Joshua Henry, MJ Rodriguez, Judith Light e Bradley Whitford. A recepção do filme no meio teatral novaiorquino foi tão significativa que o mesmo chegou a ser considerado o "Vingadores: Ultimato dos fãs da Broadway".

## Sinopse
Ambientado nos anos 1990, o longa segue a história de Jon (Andrew Garfield), um aspirante a escritor de peças teatrais e garçom em Nova York. Ele está escrevendo Superbia, roteiro que espera que seja o próximo grande musical da Broadway. Jon luta contra a pressão de sua namorada, Susan (Alexandra Shipp), que está cansada de continuar colocando sua vida de lado por conta dos sonhos do namorado, enquanto seu melhor amigo e colega de quarto Michael (Robin de Jesús) desistiu de suas aspirações criativas por um trabalho de publicidade bem remunerado. Quando se aproxima de seu aniversário de 30 anos, Jon é tomado pela ansiedade ao encarar o custo de seus sonhos.

## Elenco
- Andrew Garfield como Jonathan Larson
- Alexandra Shipp como Susan Wilson
- Robin de Jesús como Michael
- Vanessa Hudgens como Karessa Johnson
- Joshua Henry como Roger Bart
- Judith Light como Rosa Stevens
- Bradley Whitford como Stephen Sondheim
- MJ Rodriguez como Carolyn
- Tariq Trotter como H.A.W.K. Smooth
- Noah Robbins como Simon
- Joanna Adler como Molly
- Beth Malone como Ela mesma
- Ben Ross como Freddy
- Lauren Marcus como Donna
- Laura Benanti	como Judy
- Gizel Jimenez como Cristin
- Kate Rockwell como Lauren
- Joel Perez como Lincoln
- Jelani Alladin como David, parceiro de Michael

## Produção
Foi anunciado em julho de 2018 que Lin-Manuel Miranda faria sua estréia na direção com a adaptação musical, com a produção da Imagine Entertainment e com Steven Levenson de Dear Evan Hansen escrevendo o roteiro.
Em junho de 2019, a Netflix adquiriu o filme, com Andrew Garfield como a principal escolha para estrelar. Ele foi confirmado para estrelar em outubro, com Alexandra Shipp, Vanessa Hudgens e Robin de Jesús entrando em novembro.  Joshua Henry, Judith Light e Bradley Whitford se juntaram em janeiro de 2020.
Em janeiro de 2020, também foi anunciado que o coreógrafo Ryan Heffington estaria trabalhando no filme.
As filmagens começaram em março de 2020. Em abril de 2020, as filmagens foram interrompidas devido à pandemia COVID-19. A produção foi retomada em outubro de 2020. As filmagens foram oficialmente finalizadas no dia 29 de novembro de 2020. Algumas refilmagens com os atores Andrew Garfield e Alexandra Shipp aconteceram em junho de 2021. 